# Engke Khan
ElEngke Khaan est un khagan (grand-khan) des Mongols.
Il succède à Jorightu Khan Yesüder, et est remplacé par Elbek khaan.

### Sources
- L'Empire des steppes, Attila, Gengis-Khan, Tamerlan, de René Grousset, publié en 1939, aux Éditions Payot